# ادایر (آیووا)
ادایر (به انگلیسی: Adair) شهری در ایالت آیووا کشور ایالات متحده آمریکا است که جمعیت آن در سرشماری سال ۲۰۱۰ میلادی، ۷۸۱ نفر بوده‌است.